# Helmut Schüller
Helmut Schüller (* 24. prosince 1952, Vídeň, Rakousko) je vůdčí postavou Rakouské iniciativy kněží, která usiluje o reformu církve mj. v otázkách kněžského svěcení žen, celibátu, postoje k rozvedeným nebo účasti laiků při bohoslužbách. Svatý stolec reagoval na aktivity Helmuta Schüllera mimo jiné tím, že jej 29. listopadu 2012 zbavil titulu „kaplan Jeho Svatosti“ (monsignore).

## Život
Studoval teologii ve Vídni a v německém Freiburgu. V 80. letech byl ředitelem rakouské Charity. Později byl jmenován generálním vikářem vídeňské arcidiecéze, z této pozice ale musel odejít kvůli stále častějšímu názorovému nesouladu s kardinálem Schönbornem. V současnosti slouží jako farář v malém městečku Probstdorf v blízkosti Vídně a na částečný úvazek přednáší na ekonomické fakultě o etice a ekologické a sociální soudržnosti. Působí také jako akademický kaplan ve Vídni.
Helmut Schüller prohlásil: „Nejsme první, ani nejsme revoluční. Nové je, že se teď o slovo přihlásili sami faráři, dříve takové otázky otevírali teologové nebo někteří vyšší hodnostáři. ... Církev je jako moje rodina. Nechci z ní odejít, chci ji změnit."